# Кане-Ілавецькі
Кане-Ілавецькі (пол. Kanie Iławeckie, нім. Sallwarschienen) — село в Польщі, у гміні Гурово-Ілавецьке Бартошицького повіту Вармінсько-Мазурського воєводства.
Населення — 14 осіб (2011).
У 1975-1998 роках село належало до Ольштинського воєводства.

## Демографія
Демографічна структура станом на 31 березня 2011 року:
|          | Загалом | Допрацездатний вік | Працездатний вік | Постпрацездатний вік |
| -------- | ------- | ------------------ | ---------------- | -------------------- |
| Чоловіки | 7       | 0                  | 6                | 1                    |
| Жінки    | 7       | 1                  | 2                | 4                    |
| Разом    | 14      | 1                  | 8                | 5                    |